# Jerry Wald (Bandleader)

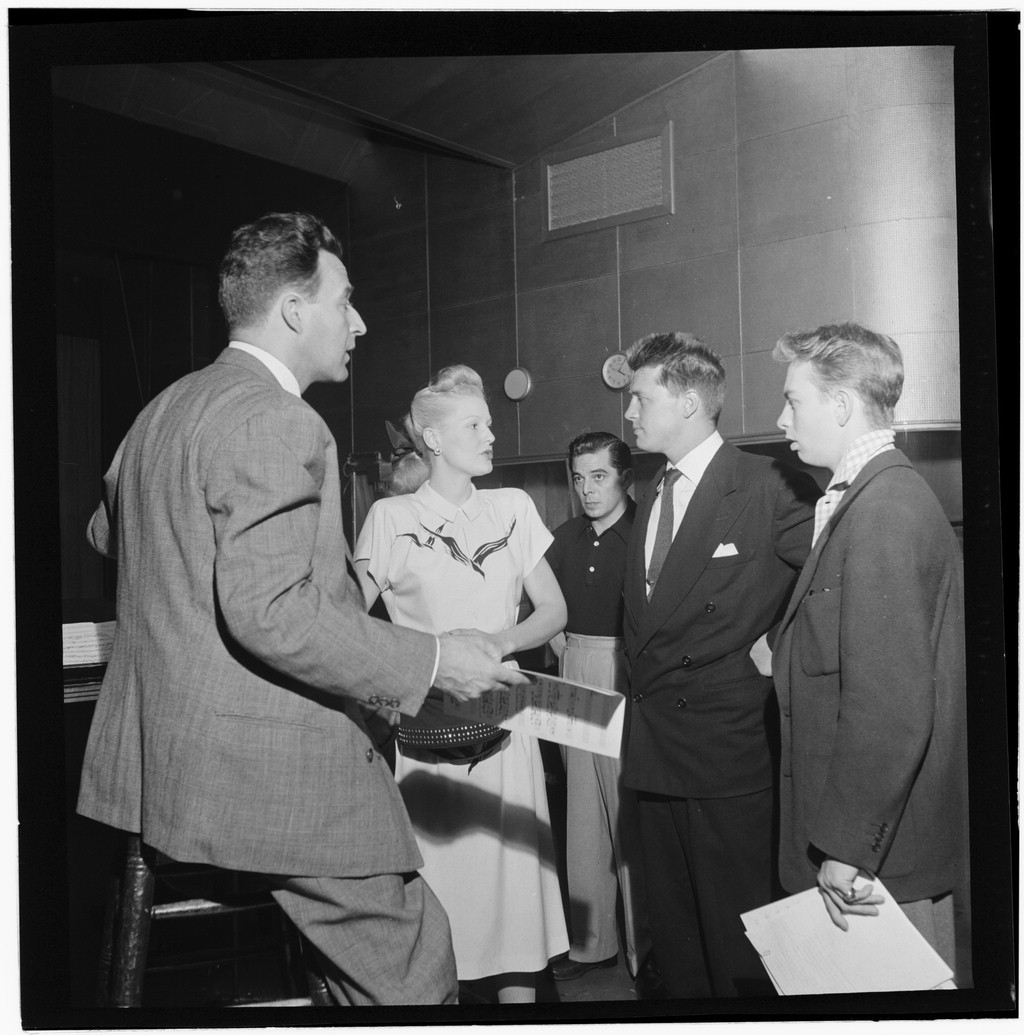
Jerry Wald (links) mit Gordon MacRae, Mel Tormé, Marion Hutton und Jerry Jerome, Saturday Teentimers Show, New York, N.Y., ca. August 1947.
Fotografie von William P. Gottlieb.

Jerry Wald (eigentlich Jervis Wald; * 15. Januar 1918 in Newark, New Jersey; † September 1973 in Las Vegas, Nevada) war ein US-amerikanischer Klarinettist und Bandleader.
Wald leitete von den 1940ern bis in die 1950er Jahre eigene Big Bands, mit denen einige 78er für Majestic entstanden; er trat mit seinen Orchestern in der ersten Hälfte der 40er in New York und Chicago, Ende der 40er in Hollywood auf und kehrte 1952 nach New York zurück.

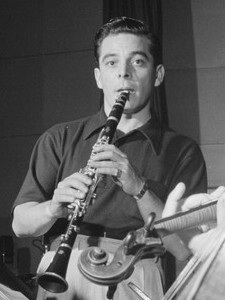
Jerry Wald, 1947

Seine Bewunderung für Artie Shaw führte nicht nur zu Ähnlichkeiten in Stil und Sound, sondern auch zur Einstellung vieler ehemaliger Musiker aus Shaws Orchester, darunter Bernie Privin, Les Robinson, Sid Weiss, die Sängerin Anita Boyer, die Arrangeure Ray Conniff, Bill Challis und Jerry Gray. Darüber hinaus arbeiteten zu verschiedenen Zeiten unter anderem Nelson Riddle, Ray Sims, Les Elgart, Bob Dukoff, Al Cohn, Bill Perkins, Lee Konitz, Al Haig, Billy Bauer, Art Ryerson, Irving Cottler, Manny Albam in Walds Orchester.
Die erste Plattenaufnahme erschien 1942 bei Decca Records; weitere folgten. 1946 produzierte Columbia Pictures einen Musik-Kurzfilm mit Walds Orchester. 1952 nahm er mit Chris Connor auf. Der Pianist Bill Evans wirkte am Beginn seiner Karriere an zwei Alben von Wald mit, Top Pops - Jerry Wald & His Orchestra (MGM/Lion, 1953) sowie an Listen to the Music of Jerry Wald (Kapp, 1955), Tanz- und Unterhaltungsmusik mit damals populären Titeln wie „I Love Paris“ oder „Mad About the Boy“.